# Jakob Bamberger
Jakob Bamberger est un boxeur et activiste rom né le 11 décembre 1913 et mort en 1989.

## Biographie
Il est le fils de Julius Bamberger. En 1935, les Nazis obligent sa famille à quitter le monde du théâtre. Il commence sa carrière de boxeur en 1933. En 1936, il est qualifié pour les Jeux olympiques, mais est exclu pour être un non aryen.
Le 15 avril 1938, il devient vice-champion d'Allemagne, il perd contre Nikolaus Obermauer. En 1939, il participe au championnat d'Europe à Dublin.
En 1940, sa famille est déportée dans un camp de concentration. Il tente de s'échapper mais est arrêté à Flossenbürg le 5 janvier 1942. Le 14 décembre 1943, il est envoyé au camp de concentration de Dachau. Dans le camp, il devient le cobaye des expériences effectuées par Wilhelm Beiglböck, avec Karl Höllenreiner, Joseph Laubinger et Ernst Mettbach. En 1945, il est déporté dans le camp de concentration nazi de Buchenwald.
Durant plusieurs années, il a été en litige pour réparations; il a reçu son indemnisation en 1969. Le gouvernement allemand a affirmé que les blessures au rein étaient liées au sport. Il a été un membre actif du Conseil central pour les roms. En 1980, il retourne à Dachau sur une grève de la faim pour protester. Un magistrat de district avait alors menacé le groupe d'un an de prison s'ils poursuivaient leur grève.